# 別海站

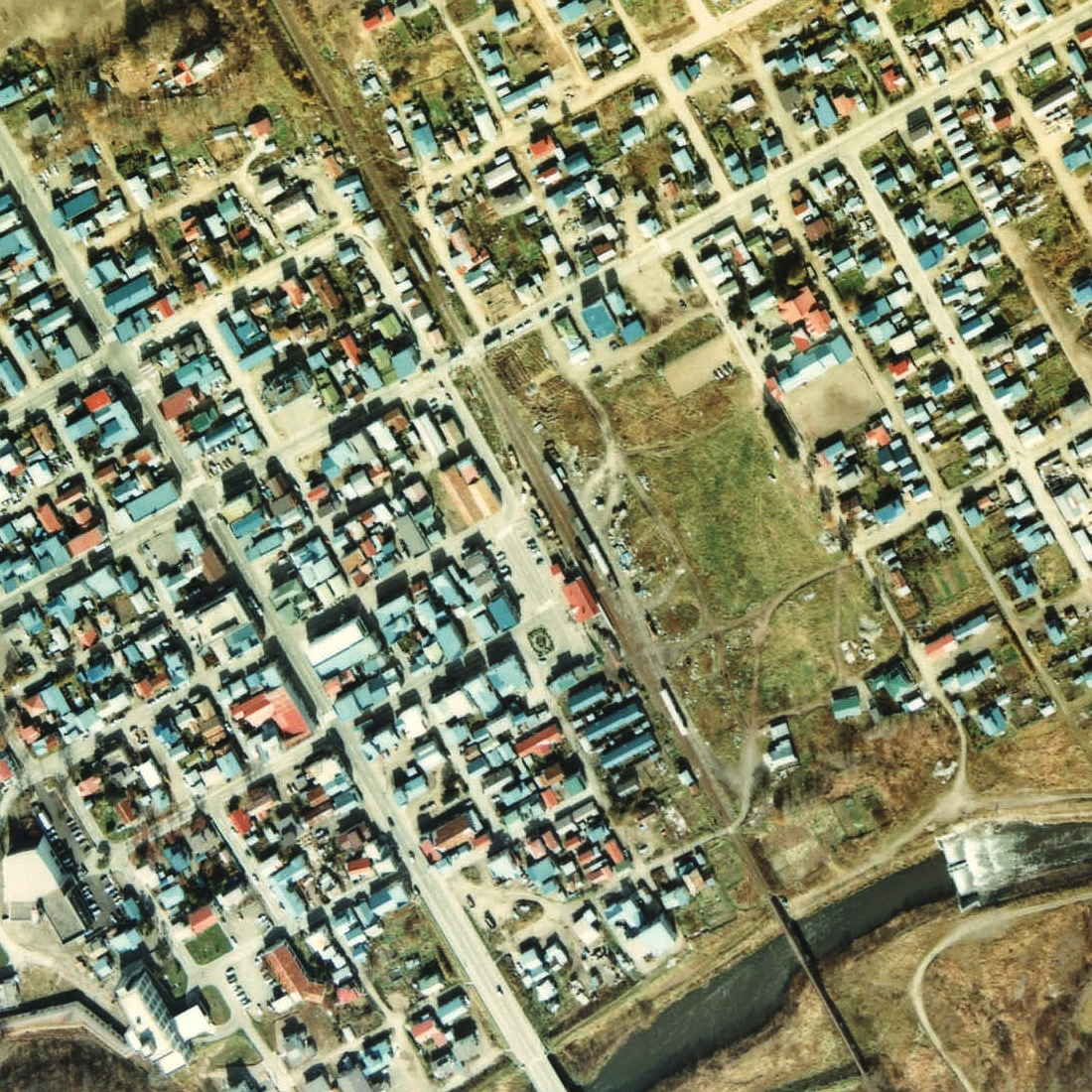
1977年的別海站與方圓約500米範圍。上方是中標津方向。圖中是車站大樓剛翻新後的情況。圖中可看見兩方向的車輛。當時別海站可進行列車交會。車站後方的堆場很少被使用。車站旁邊設有貨物起卸場。

別海站（日语：／ Bekkai eki */?）是位於北海道野付郡別海町別海旭町，北海道旅客鐵道（JR北海道）的標津線支線車站（廢站）。隨著標津線廢線，車站在1989年（平成元年）4月30日廢除。

## 歷史
- 1933年（昭和8年）12月1日 - 國有鐵道標津線西別站（日语：／）啟用[1]。當時為一般車站。同時設置了釧路機關庫西別駐泊所。
- 1934年（昭和9年）10月1日 - 釧路機關庫西別駐泊所廢除。
- 1976年（昭和51年）12月1日 - 車站大樓翻新，同時改名為別海站。
- 1980年（昭和55年）4月30日 - 結束處理貨物。
- 1984年（昭和59年）2月1日 - 結束處理行李。
- 1987年（昭和62年）4月1日 - 伴隨國鐵分割民營化，車站由北海道旅客鐵道（JR北海道）營運。
- 1989年（平成元年）4月30日 - 標津線全線廢除，此站也廢除。

### 站名的由來
車站名稱取自町名。
而舊站名取自舊地區名「西別」，該處附近也設有西別川。西別源自阿伊努語的「ヌウㇱペッ（nu-us-pet）」（豐漁之・河流）。
另外，站名的讀法為「べっかい」，但是町名的官方讀法為「べつかい」。

## 車站構造
在結束處理貨物和行李前，站內設有2面3線的混合式月台（單式月台（鄰接車站大樓）和島式月台），為國鐵型配線。當中島式月台外側設有副本線，主要停靠了貨物列車。貨運列車或停靠站內東邊的貨物起卸處。車站大樓位於站內西邊（中標津方向列車會開啟左邊車門）。車站大樓旁邊靠近中標津一方設有貨物起卸處，中標津一方至車站大樓旁邊之間設有1條貨物起卸線。因此車站大樓前的月台靠近厚床一方，島式月台靠近中標津一方。兩座月台之間設有站內平交道連接。
在結束處理貨物和行李後，副本線和貨物起卸線被撤走。在廢站前還有2面2線的相對式月台（※單式月台和只使用一邊的島式月台），仍然可進行列車交會。
在路線建成前的1929年（昭和4年）至1956年（昭和31年）之間，以及在最頂盛期的1939年（昭和14年）至1949年（昭和24年）之間，曾經於車站附近設有殖民軌道西別線的停車場。

## 車站周邊
- 別海町公所
- 別海郵局
- 町立別海醫院
- 北海道別海高等學校（日语：北海道別海高等学校）

## 現況

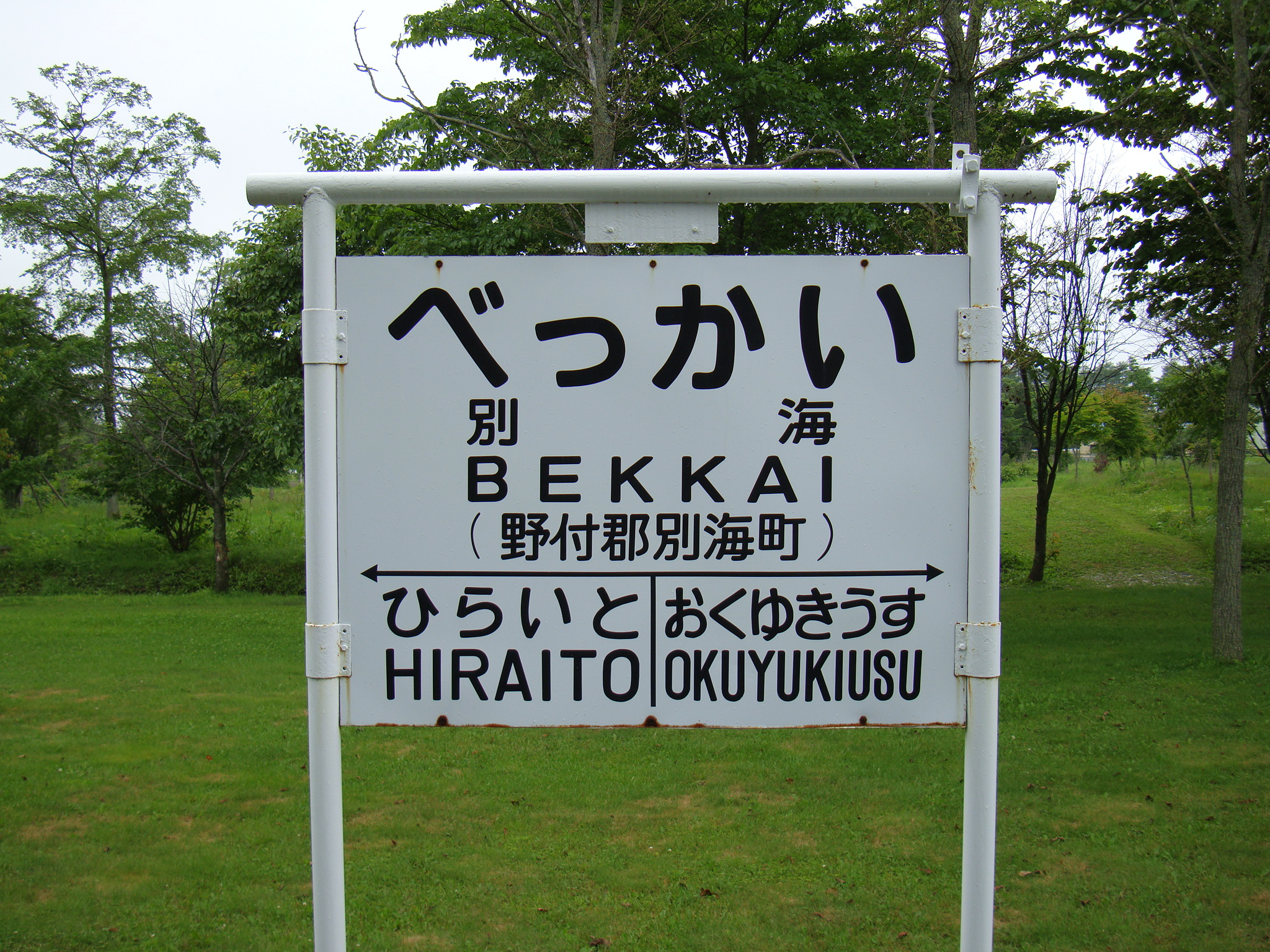
別海町鐵道紀念公園內保存的站名牌

車站遺址建設了多用途交流館「Purato」，該處設有巴士站。
- 巴士候車室、別海町商工會、餐廳「Teisha場」
- Kiosk（日语：北海道キヨスク）仍然在舊車站大樓經營，後來於2015年中結業。
  - 根室交通（日语：根室交通）
    - 城際巴士「極光號」：札幌站前（全日空札幌分店前）方向（北都交通（日语：北都交通 (北海道)）聯營）
    - 標津線替代巴士：厚床站方向、中標津巴士總站方向
    - 中標津機場連絡巴士：根室站方向、中標津機場方向

  - 別海町地域生活巴士（國鐵巴士（日语：国鉄バス）釧根線（日语：北海道旅客鉄道厚岸自動車営業所）替代路線）
    - 西春別站方向、尾岱沼（日语：尾岱沼）方向等

## 相鄰車站
北海道旅客鐵道
標津線 （支線）
平糸－別海－奧行臼

## 注腳
1. ↑  日本《官報》第2069號「鐵道省告示第539號」，1933年11月22日：第583頁。
2. ↑  本多 貢. 児玉　芳明 , 编. . 札幌市: 北海道新聞社. 1995-01-25: 70  [2018-10-16]. ISBN 4893637606. OCLC 40491505 （日语）.
3. ↑  札幌鉄道局編 (编). . 北彊民族研究会. 1939: 76. NDLJP: 1029473 （日语）.
4. ↑  札幌鉄道局 (编). . 北彊民族研究会. 1939: 170. NDLJP: 1029473 （日语）.